# Spiegelwagen
Der Spiegelwagen ist ein historischer Wagentyp der Städtischen Straßenbahn Karlsruhe. Die Bezeichnung Spiegelwagen leitet sich von kleinen, in den Fensterholmen eingebauten Spiegeln ab, die typisch für diesen Fahrzeugtyp waren. Die Fahrzeuge verkehrten von 1929 bis 1972 im Personenverkehr der Karlsruher Straßenbahn.

## Entstehung
Ende der 1920er Jahre bestand der Straßenbahnwagenpark der Karlsruher Straßenbahn aus 93 Triebwagen der Baujahre 1899 bis 1922 sowie 91 Beiwagen der Baujahre 1900 bis 1926. Als Ersatz für die Wagen der ältesten Baujahre strebte die Straßenbahnverwaltung die Erneuerung ihres Fuhrparks durch die sukzessive Beschaffung neuer Straßenbahnwagen an. Da sich die von 1913 bis 1926 beschafften Residenzwagen sehr gut bewährt hatten, sollten die neuen Fahrzeuge deren Bauweise übernehmen, jedoch um einen Meter länger ausgeführt werden, wodurch sich die Sitzplatzanzahl von 20 auf 24 erhöhte. Die Beschaffung der insgesamt 20 Trieb- und 10 Beiwagen erstreckte sich über fünf Lieferserien in den Jahren 1929 bis 1941. Hersteller aller Wagen war die Waggonfabrik Rastatt, die elektrische Ausrüstung stammte von BBC und SSW.

## Lieferserien

### Nr. 94–97, 297–302
1929 wurden die Wagen ausgeliefert. Im Juni 1929 kamen die Beiwagen 297-302 in ihre neue Heimat Karlsruhe. Sie wurden recht bald für den Fahrgastverkehr zugelassen und hinter den Vorgängern der Spiegelwagen, den Residenztriebwagen eingesetzt. Bald danach lieferte die Waggonfabrik Rastatt die Spiegeltriebwagen nach. Die Wagen waren bei den Fahrgästen sehr beliebt, weil sie größer und komfortabler als die anderen damals in Karlsruhe verkehrenden Wagen waren. Die Wagen waren mit Dachlaternen statt mit Zielfilmen ausgerüstet, doch diese wurden nach wenigen Jahren entfernt und durch Zielfilmkasten und Liniennummernturm ersetzt.

### Nr. 98–103, 303–306
Nachdem die ersten Trieb- und Beiwagen ausgeliefert waren, beschloss der Stadtrat, noch weitere sechs Motor- und vier Beiwagen zu beschaffen. Wie auch bei der ersten Serie wurden die Beiwagen zuerst ausgeliefert. Sie kamen im Oktober 1929 und im März 1930 kamen die Triebwagen. Nachdem diese zwei Serien komplett ausgeliefert worden waren, musterte man fünf Motorwagen aus den Baujahren 1899 und 1900 1931 aus. Bis zur nächsten Spiegelwagenlieferung im Jahr 1936 wurden noch weitere neun Motorwagen des gleichen Baujahrs außer Dienst gestellt.

### Nr. 104–106
Im Mai 1936 wurden weitere drei Wagen ausgeliefert. Anders bei diesen Wagen waren die von Werk ab angebauten Liniennummerntürme mit darunter liegendem Zielfilmkasten. Außerdem besaßen die Wagen einen Radstand von 3,0 statt 3,3 Metern wie bei den Vorgängerserien. Die Liniennummerntürme gaben den Spiegelwagen noch den Beinamen „Türmleswagen“. Durch die Lieferung der drei Spiegelwagen im Jahr 1936 schieden wieder zahlreiche Wagen der ersten Karlsruher Serien von Straßenbahnwagen aus dem Planverkehr aus.

### Nr. 107–109
In einer weiteren Kleinserie konnten im Jahr 1936 erneut drei Triebwagen beschafft werden. Die Fahrzeuge besaßen statt der Liniennummerntürmchen kombinierte Linien- und Zielfilmschilderkästen, ansonsten unterschieden sie sich nicht von den Vorgängerfahrzeugen.

### Nr. 110–113
Im Jahr 1939 bestellte die Städtische Straßenbahn weitere vier Triebwagen bei der Waggonfabrik Rastatt, die 1941 geliefert wurden. Im Gegensatz zu den Vorgängerfahrzeugen kamen stärkere Motoren zum Einbau, die von den ausgemusterten Gepäcktriebwagen der ehemaligen Karlsruher Lokalbahn stammten und die die Fahrzeugbeschaffung trotz des kriegsbedingten Materialmangels ermöglichten.

## Aufbau und Technik
Die Wagen waren als zweiachsige Wagen mit festem Fahrgestell ausgeführt. Der Achsstand betrug 3,3 m bei den ersten beiden Bauserien und wurde bei den weiteren Lieferungen auf 3 m reduziert, um eine bessere Kurvengängigkeit zu ermöglichen. Die Spiegelwagen besaßen eine Länge von 10,92 m und waren im Gegensatz zu den Residenzwagen um einen Meter länger. Der Fahrgastraum besaß je fünf Fenster, die von breiten Fensterstegen getrennt wurden. Das Dach war als vorne und hinten abgerundetes Laternendach ausgeführt. Die Wagen waren im Inneren mit lederbezogenen, gepolsterten Längsbänken ausgestattet. In die breiten Fensterstege waren ovale Spiegel integriert, die den Wagen ihren Namen gaben.
In den 1950er Jahren wurden bei den meisten Spiegelwagen die hölzernen Aufbauten durch Stahlaufbauten ersetzt, wodurch sich auch das äußere Erscheinungsbild änderte. Die Anzahl Seitenfenster wurde um eins erhöht und die breiten Fensterstege entfielen.
Die Triebwagen besaßen je zwei Tatzlagermotoren von je 47 kW Leistung (Tw. 110-113: 50 kW) sowie Nockenfahrschalter. Der Stromzufuhr dienten bis 1936 Lyrastromabnehmer, danach Scherenstromabnehmer.

## Einsatzgeschichte
Die Fahrzeuge, die zur Lieferzeit die am stärksten motorisierten Wagen der Karlsruher Straßenbahn waren, kamen zunächst auf der am stärksten belasteten Straßenbahnlinie 1 zwischen Durlach und dem Rheinhafen (ab 1941: Durlach–Knielingen) zum Einsatz, später auch auf der Linie 2 zwischen Schlachthof, Hauptbahnhof und Daxlanden. Auf der Linie 1 verkehrten sie mit Zwei- und Dreiwagenzüge, wobei die Spiegelwagen-Triebwagen auch mit Residenzwagen-Beiwagen behängt wurden, auf der Linie 2 verkehrten lediglich Zweiwagenzüge. 
Mit der Liniennetzreform 1958 änderte sich dieses Einsatzgebiet und die Spiegelwagen konnten auf nahezu allen Straßenbahnlinien beobachtet werden. Durch die Anlieferung moderner Großraum- und Gelenkwagen wurden die Spiegelwagen zunehmend auf die schwächer frequentierten Linien verdrängt und schließlich 1972 vollständig aus dem Personenverkehr zurückgezogen. Einige Spiegelwagen wurden anschließend noch als Arbeitswagen weiterverwendet, die anderen Fahrzeuge wurden verschrottet, insbesondere alle Beiwagen.

## Museumswagen
Von den Spiegelwagen blieben mehrere Triebwagen erhalten und wurden in den 1980er und 1990er Jahren teilweise zu betriebsfähigen Museumswagen aufgearbeitet. Da keine originalen Beiwagen mehr vorhanden waren, wurden die Triebwagen 99 und 101 zu Beiwagen umgebaut, so dass stilechte Zwei- und Dreiwagen-Museumszüge gefahren werden können. Erhalten blieben folgende Wagen:
| Original-Nummer | Bemerkung                                                                             |
| --------------- | ------------------------------------------------------------------------------------- |
| 95              | Museumstriebwagen seit 1986, mit Stahlaufbau                                          |
| 99              | Museumsbeiwagen seit 1986, mit Stahlaufbau, heute Nr. 299                             |
| 100             | Museumstriebwagen seit 1988, mit Originalaufbau                                       |
| 101             | Museumsbeiwagen seit 2000, Wagenkasten in Originalzustand zurückgebaut, heute Nr. 298 |
| 102             | seit 1986 Museumstriebwagen Nr. 500 der Essener Verkehrs-AG, mit Stahlaufbau          |
| 109             | seit 1964 Unfallhilfstriebwagen, heute Nr. 495, seit 2003 abgestellt                  |

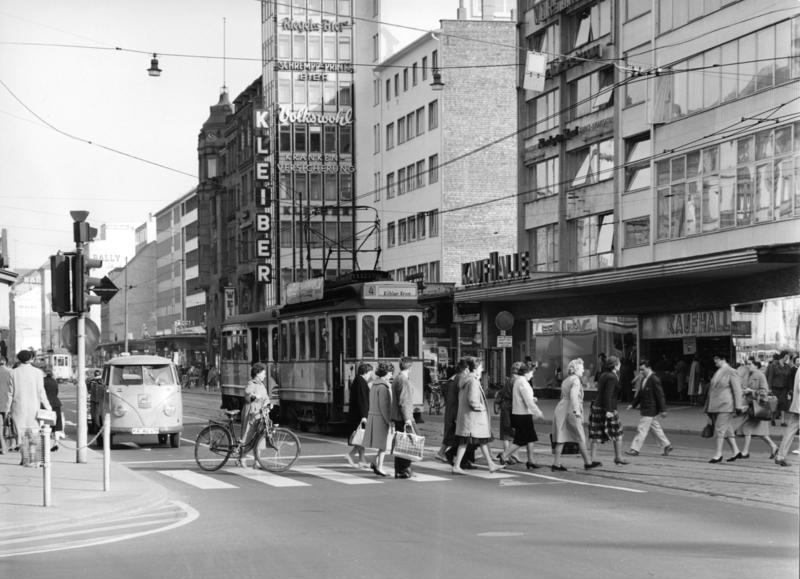
Spiegel-Triebwagen in Originalausführung in der Karlsruher Kaiserstraße, 1961
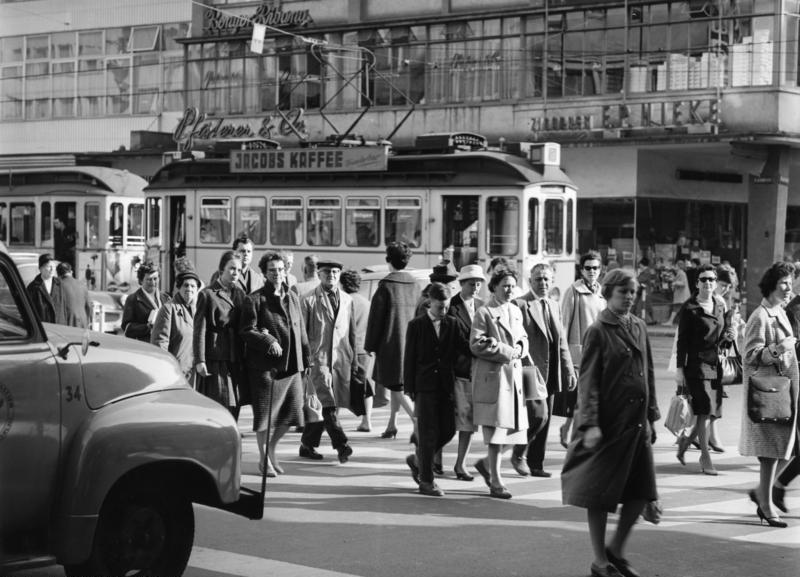
Spiegelwagen mit modernisiertem Stahlaufbau und dem typischen Liniennummerntürmchen in der Karlsruher Innenstadt, 1961
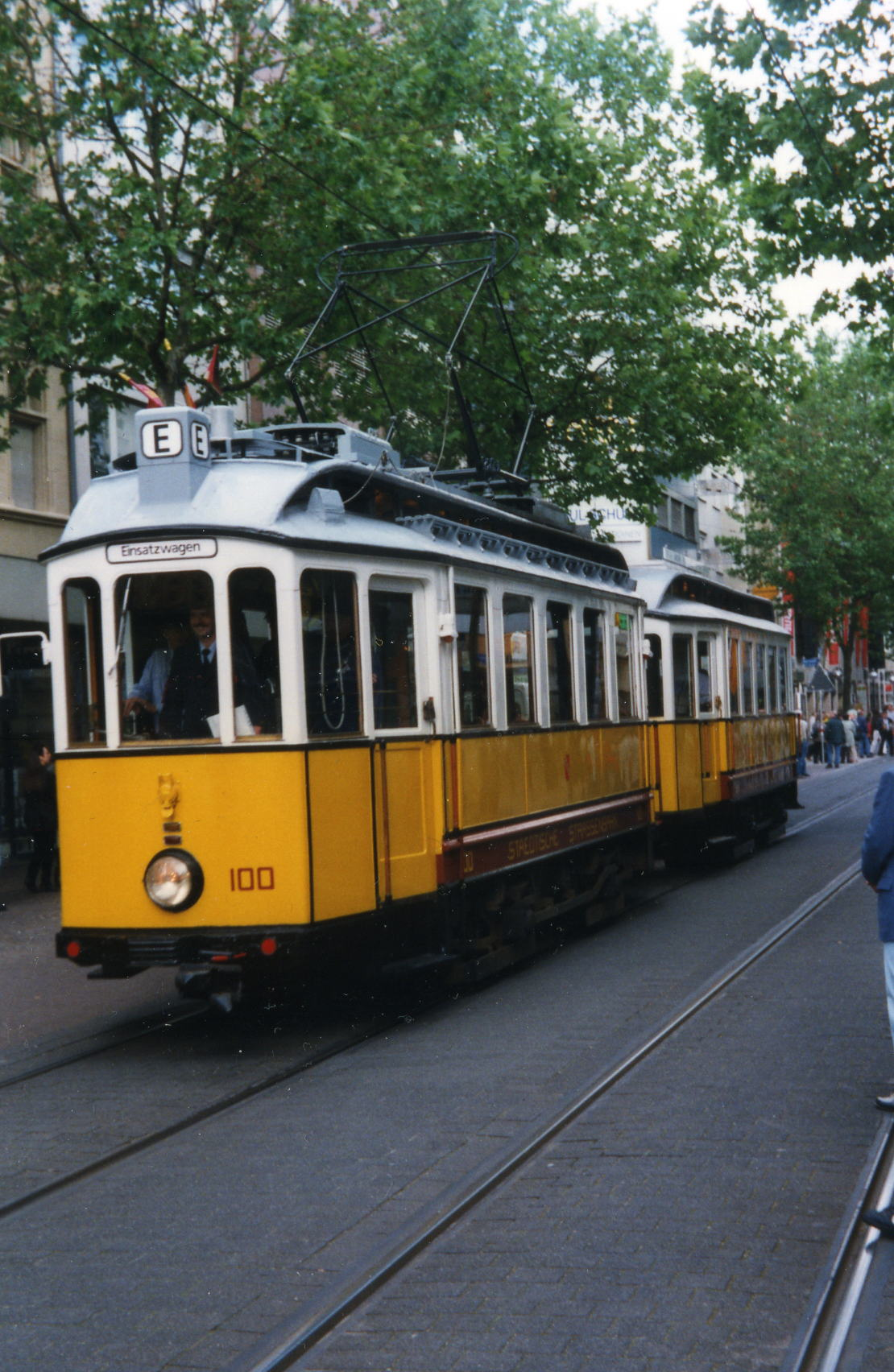
Museumstriebwagen 100 mit Beiwagen 298 in der Karlsruher Fußgängerzone, 2000
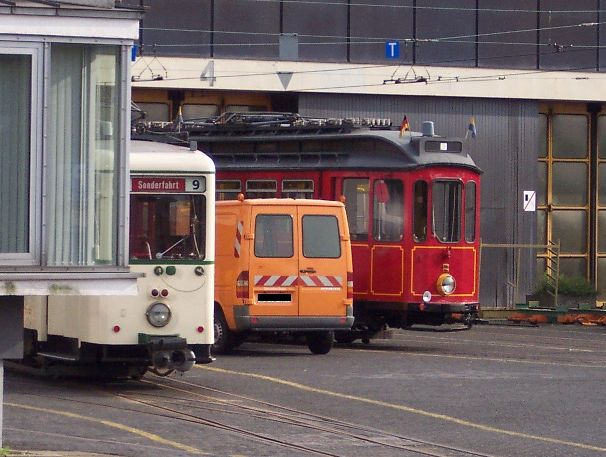
Essener Museumswagen 500 (rechts) im Essener Stadtbahnbetriebshof